# Perizoma unicolorata
Perizoma unicolorata là một loài bướm đêm trong họ Geometridae.